# Џејми Греј Хајдер
Џејми Греј Хајдер (енгл. Jamie Gray Hyder; 27. април 1985) је америчка филмска и телевизијска глумица. Најпознатија је по улози Катрионе Тамин у серији Ред и закон: Одељење за специјалне жртве.